# 에르바흐 (오덴발트)

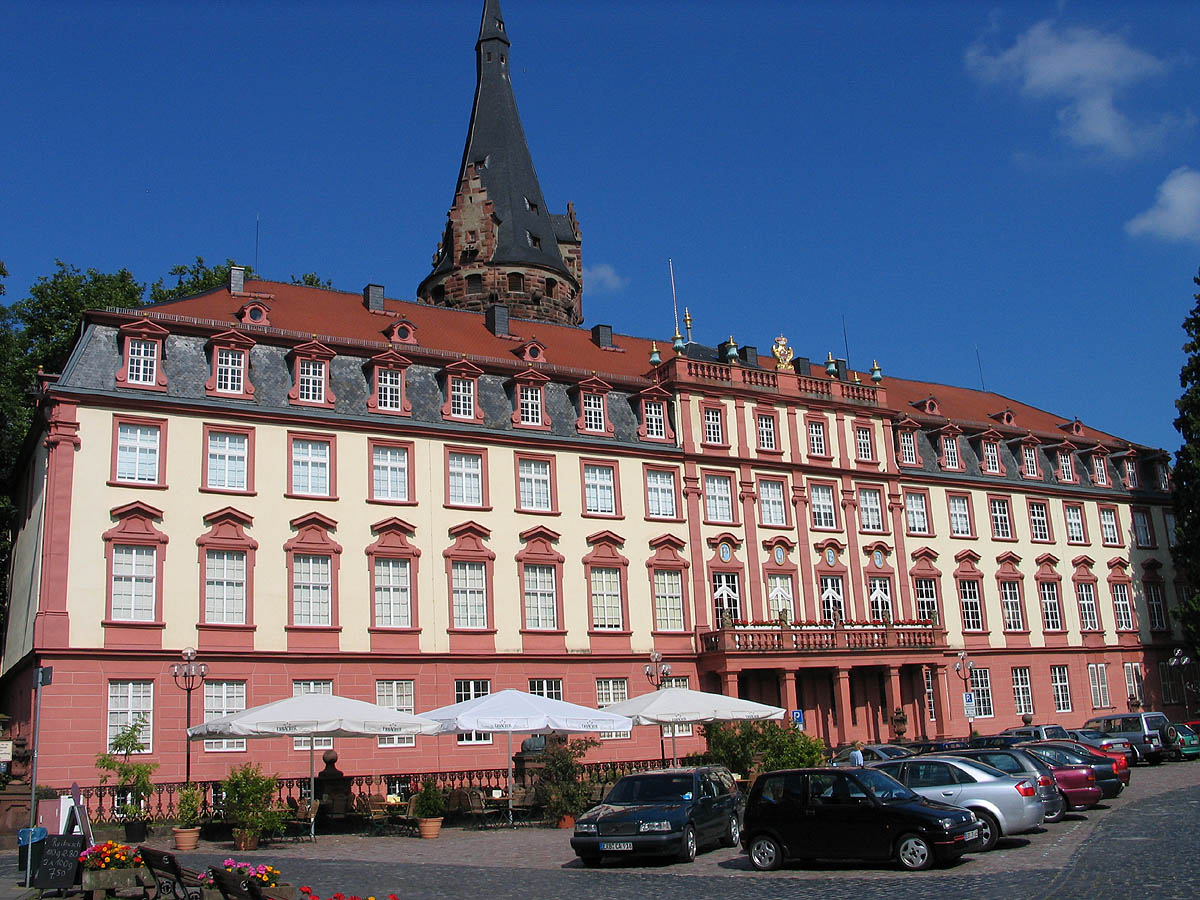
에르바흐 궁전

에르바흐(독일어: Erbach)는 독일 헤센주에 위치한 도시로 면적은 62.67km2, 높이는 250m, 인구는 13,401명(2015년 12월 31일 기준), 인구 밀도는 210명/km2이다.
행정 구역상으로는 다름슈타트 현에 속하며 오덴발트 지방(Odenwald)에 위치한다. 18세기에 건립된 에르바흐 백작의 거주지인 에르바흐 궁전이 남아 있다.

시 문장